# Anand Tucker
Anand Tucker, född 24 juni 1963 i Bangkok, är en brittisk filmregissör och producent. Han inledde sin karriär med att regissera faktaprogram och reklamfilmer. Han är även delägare i produktionsbolaget Seven Stories.
Tucker, som är baserad i Storbritanniens huvudstad London, föddes i Thailands huvudstad Bangkok, som son till en indisk far, och en tysk mor. Han gick under sin skoltid på Island School, belägen i kinesiska Hongkong.

## Filmografi (i urval)

### Regissör

#### Filmer
- 1996 – Saint-Ex
- 1998 – Hilary & Jackie
- 2005 – Shopgirl
- 2007 – Tillbaka till Yorkshire
- 2009 – Red Riding
- 2010 – Skottår

#### TV-serier
- 2014 – Rogue (TV-serie) (säsong 2, avsnitt 5)
- 2015 – Indian Summers (TV-serie) (säsong 1, fyra avsnitt)

### Producent
- 2003 – Flicka med pärlörhänge
- 2008 – Blown Apart
- 2013 – The Railway Man
- 2018 – Selection Day (TV-serie)